# Omloop Het Volk 1967
L'Omloop Het Volk 1967, ventiduesima edizione della corsa, fu disputato il 4 marzo 1967 per un percorso di 203 km. Fu vinto dal belga Willy Vekemans in 4h59'00".

## Ordine d'arrivo (Top 10)
| Pos. | Corridore           | Squadra      | Tempo    |
| ---- | ------------------- | ------------ | -------- |
| 1    | Willy Vekemans      | Goldor-Gerka | 4h59'00" |
| 2    | Joseph Spruyt       | Mercier      | s.t.     |
| 3    | Edward Sels         | Flandria     | s.t.     |
| 4    | Jan Nolmans         | Dr. Mann     | s.t.     |
| 5    | B. Van De Kerckhove | Pelforth     | s.t.     |
| 6    | Michael Wright      | Tibetan      | s.t.     |
| 7    | Julien Delockt      | Pelforth     | s.t.     |
| 8    | Roland Van De Rijse | Romeo-Smiths | s.t.     |
| 9    | Johny Schleck       | Pelforth     | s.t.     |
| 10   | Jan Lauwers         | Romeo-Smiths | s.t.     |